# Martín Pablo Pérez Scremini
Martín Pablo Pérez Scremini (* 26. Dezember 1949 in Montevideo) ist ein uruguayischer Geistlicher und römisch-katholischer Bischof von Florida.

## Leben
Martín Pablo Pérez Scremini empfing am 14. Juni 1985 das Sakrament der Priesterweihe und wurde in den Klerus des Erzbistums Montevideo inkardiniert.
Am 6. März 2004 ernannte ihn Papst Johannes Paul II. zum Titularbischof von Vazari und bestellte ihn zum Weihbischof in Montevideo. Der Erzbischof von Montevideo, Nicolás Cotugno Fanizzi SDB, spendete ihm am 25. April desselben Jahres die Bischofsweihe; Mitkonsekratoren waren der Bischof von Florida, Raúl Horacio Scarrone Carrero, und der Bischof von Maldonado-Punta del Este, Rodolfo Pedro Wirz Kraemer. Am 15. März 2008 ernannte ihn Papst Benedikt XVI. zum Bischof von Florida.